# آرش ساد
آرش ساد نمایشی به کارگردانیِ محمّد رحمانیان است که سالِ ۱۳۹۲ در ونکوور و تهران بر صحنه رفت. این نمایش بر اساسِ آرشِ بهرام بیضایی و مارا-سادِ پتر وایس و ماجرای آوارگیِ بیمارانِ بیمارستانِ روان‌پزشکیِ آزادی در جریانِ تخریبش (۱۳۹۱) تنظیم شده است؛ به این صورت که نمایشنامه از کارِ بیضایی و شیوهٔ اجرا از کارِ وایس می‌آید و داستانِ نمایش در بیمارستانِ آزادی می‌گذرد.

## بازیگران
. . . جابه‌جایی صحنهٔ نبرد با تیمارستان، ایده‌ای بود که از «ماراساد» گرفته بودم و جابه‌جایی بازیگران نقش «آرش» مدیون جابه‌جایی آرش ستوربان با آرش کمانگیر اسطوره‌ای در برخوانی بیضایی است. . . . چیزی از این برخوانی به جز یکی دو جمله حذف نشده و چیزی هم جز یکی دو جمله اضافه نشده است. نمایش «آرش» در فضای تیمارستانی می‌گذرد که می‌دانیم قرار است تا دو ساعت دیگر تخریب شود و بیمارانش بی‌خانمان شوند. حاصل همهٔ این تلفیق‌ها نمایش «آرش ساد» شد.

محمّد رحمانیان، ۱۳۹۲
- مهتاب نصیرپور
- آریا آریانژاد
- مارال بنی‌آدم
- رامین بیات
- میلاد حمیدی
- رضا راد
- پرستو رحمانیان
- آنیتا زنگنه
- زهرا سرپوشان
- مسعود سلامت
- سها سناجو
- عطا سین
- شهره شهرضایی
- نیما صادقی
- نیکناز عالمی
- فرشید فخروی
- نگار کاویانی
- سونیا محبوب
- نازنین میهن